# 范振國
范振國（1971年6月—），臺灣省新竹縣人，中華民國外交官、政府官員。畢業於九州大学經營管理碩士，曾任臺北駐大阪經濟文化辦事處福岡分處涉外課長、臺北駐日經濟文化代表處那霸分處領務組長、臺灣日本關係協會副秘書長、臺北駐日經濟文化代表處那霸分處總領事銜處長、外交部亞東太平洋司副司長兼臺灣日本關係協會副秘書長、臺灣日本關係協會秘書長等職務，現任臺北駐日經濟文化代表處橫濱分處總領事銜處長。

## 職業生涯
2018年1月，中華民國總統蔡英文多次表達台灣希望加入跨太平洋夥伴全面進步協定（CPTPP），台灣日本關係協會副秘書長范振國表示，日本在過去跨太平洋夥伴關係協定（TPP，即CPTPP前身）時代就發言支持台灣加入，因此期待在CPTPP生效後，日本能以具體行動來支持台灣。對於日本福島核災食品的開放議題，是否成為日本支持台灣加入CPTPP的談判籌碼，范振國表示不排除這個可能性。至於中華民國駐日本大使謝長廷曾表示，如果哪天中國開放福島核災食品而台灣沒有開放，台灣會很尷尬，范振國回應，謝大使的發言，外交部可以理解與體諒，他身處日本第一線，且肩負台日關係重任，發出這樣的聲音也是值得深思。
2018年1月，對於中華人民共和國未告知便啟用M503航路，台灣日本關係協會副秘書長范振國表示，有注意到日本外務省對於M503航路爭議的回應，日本與台灣的立場一致，感謝日本適時發聲，讓更多國際聲音來影響海峽兩岸協商解決問題。至於中国人民解放军在日本和台湾周围海空域活动愈发频繁，范振国希望台日在交换安保情报领域能最终制度化，但现阶段尚无具体计划，因為日本在军事领域一贯较为保守慎重。
2018年1月，日本在世界卫生组织（WHO）執行委員會表達，不應遺漏特定區域造成防疫網路空白。台灣日本關係協會副秘書長范振國表示，雖然日本的發言內容並沒有明確提到台灣，但在場都很清楚知道指的就是台灣，當然日本有日本的立場、有日本的考量，會在發言中求取一個平衡點。對於5月的世界卫生大会（WHA），相信日本會秉持一貫立場，繼續給台灣支持，「可以拭目以待」。
2018年5月，多明尼加與中華民國斷交。台灣日本關係協會副秘書長范振國表示，無論兩岸關係緊張或緩和，台日關係包括任何協商都在持續進行中，目前台日關係是最緊密的時刻，在各方面都可看到大幅度的成長，各項會談也都每年召開，沒受到任何影響。「我們對日、對美、對其他重要國家的關係都在推動，也都有成果，尤其對日關係這部分，我向大家保證，有非常大的進展。」
2019年10月，被列為世界遗产的日本沖繩縣首里城遭大火燒毀。12月，中華民國外交部表示，為對首里城災後重建工作表達心意，已指示駐那霸辦事處長范振國會見沖繩縣知事玉城丹尼，代表政府捐贈350萬日圓，另與琉球華僑總會長張本光輝，代表台灣僑界捐贈200萬日圓。